# Ormone di rilascio della corticotropina
L'ormone di rilascio della corticotropina, abbreviato in CRH (dall'inglese corticotropin-releasing hormone, e originariamente conosciuto come CRF, ovvero corticotropin-releasing factor), e anche chiamato corticoliberina, è un ormone polipeptidico ipotalamico, nonché un neurotrasmettitore, coinvolto nella risposta agli stress.

## Azione ormonale
Il CRH è prodotto dalle cellule neuroendocrine del nucleo paraventricolare dell'ipotalamo; è rilasciato dalle terminazioni di tali neuroni nell'eminenza mediana della neuroipofisi. Entra nei capillari primari del circolo portale dell'adenoipofisi, i quali lo portano alle cellule corticotrope dell'adenoipofisi. Sotto tale stimolazione dette cellule rilasciano corticotropina (ACTH) e altre sostanze biologiche (per esempio β-endorfina). La corticotropina, che entra nel circolo sistemico, va a stimolare la produzione degli ormoni surrenali, in particolare quella dei glucocorticoidi come il cortisolo.

## Azione come neurotrasmettitore
I recettori per il CRH sono stati trovati in numerosi siti del cervello, cioè significa che tale peptide, rilasciato dalle terminazioni nervose, ha, nel cervello, funzioni di neurotrasmettitore. Per esempio, i recettori per il CRH sono stati riscontrati nei neuroni del nucleo paraventricolare stesso, nel nucleo centrale dell'amigdala, nella stria terminale e nel locus ceruleus.

## Ruolo nella gravidanza
Il CRH è sintetizzato anche dalla placenta e sembra determinare il mantenimento della gravidanza..

## Struttura
La sequenza di 41 amminoacidi del CRH fu scoperta nella pecora dal gruppo di Vale, nel 1981 La sequenza completa è:
SQEPPISLDLTFHLLREVLEMTKADQLAQQAHSNRKLLDIA